# 岳阳郡
岳阳郡，中国古代的郡，南梁始置，隋廢。

## 建置沿革
南朝梁時，置岳阳郡，治所在岳阳县（今湖南省汨罗市东长乐），为罗州治。辖境相当今湖南省汨罗、湘阴、平江等市县地。南陈属巴州。南朝陳時，廢羅州，岳阳郡改屬巴州。
隋文帝開皇九年（589年），滅陳，廢岳陽郡及湘陰縣入岳陽縣，置玉州。

## 行政長官

### 岳陽太守（？—531年）
- 司馬子產，河內溫人，梁武帝時在任。[2]

### 岳陽內史（531年—550年）
- 王琳，字子珩，會稽山陰人，梁武帝太清三年（549年）出任。[3]

### 岳陽太守（550年—582年）
- 章昭裕，陳廢帝光大元年（567年）在任。[4]

### 岳陽內史（582年—589年）
- 裴子烈，字大士，河東聞喜人，陳後主至德四年（586年）卒官。[5]

## 國主

### 南朝梁岳陽國（531年—550年）
| 岳陽國（531年—550年）\|食邑2000戶 |          |    |      |             |            |
| 代數                              | 封爵     | 謚 | 姓名 | 在位時間    | 備註       |
| 1                                 | 岳陽郡王 |    | 蕭詧 | 531年—550年 | 蕭統第三子 |
| 降于西魏，國除                    |          |    |      |             |            |

### 南朝陳岳陽國（582年—589年）
| 岳陽國（582年—589年） |          |    |        |             |                |
| 代數                  | 封爵     | 謚 | 姓名   | 在位時間    | 備註           |
| 1                     | 岳陽郡王 |    | 陳叔慎 | 582年—589年 | 陳宣帝第十六子 |
| 陳亡，國除            |          |    |        |             |                |